# Afrika UNESCO globális geoparkjai
Az UNESCO 2020-ig bezárólag két területnek adományozott UNESCO Globális Geopark címet Afrikában. Mindezek mellett több ország is tervezi a geopark koncepció alkalmazását területén, melyek a jövőben a Globális Geopark Hálózat részévé válhatnak. A földtani örökség nemzetközi szintű védelmét szolgálják a világörökség VIII és VII kritérium alatt elismert helyszínei is. Mindezeket figyelembe véve is azonban a földrész földtani sokféleségének (geodiverzitás) nemzeti és nemzetközi szintű védelme, elismertsége, és bemutatása a turizmusban elmarad a biológiai sokféleségtől (biodiverzitás).  

## UNESCO Globális Geoparkok
| UNESCO Globális Geoparkok | Kép | Elhelyezkedés | Terület (km2) | Felvétel éve | Geodiverzitás |
| ------------------------- | --- | --- | ------------- | ------------ | --- |
| M'Goun                    |     | Drâa-Tafilalet · Marokkó · é. sz. 31° 30′ 00″, ny. h. 6° 27′ 00″31.500000°N 6.450000°WM'Goun UNESCO Global Geopark    | 5730          | 2014         | A Magas-Atlasz területén található geopark földtani öröksége döntően a triász és a jura során alakult ki. Az Eurázsiai-hegységképződést tanúsító szinklinálisok, így például a Iouaridène, Zaouit Ahança Ait Abdi, illetve kiemelkedő értékű őslény-lelőhelyek (úgymint Ait Blal, Ibaqualliwn) képezik a terület legfontosabb geohelyszíneit. |
| Ngorongoro-Lengai         |     | Arusha · Tanzánia · d. sz. 1° 40′ 43″, k. h. 36° 36′ 34″1.678611°S 36.609444°ENgorongoro-Lengai UNESCO Global Geopark | 11886         | 2018         | A Kelet-afrikai árokban található geopark földtani értékei a kontinens-belseji árokképződés (egy jövőbeni óceán születése) nemzetközi szinten is kiemelkedő példáit nyújtják. Az Ol Doinyo Lengai a Föld jelenleg egyetlen aktív vulkánja ,melynek lávája nátrium-karbonátos összetételű. A Ngorongoro-kráter (kaldera) geológiai fontossága mellett kiemelkedően fontos élőhelye az afrikai vadvilágnak. Az Olduvai-szurdok, illetve Laetoli pedig nemzetközileg jegyzett őslénytani lelőhelyek. |

## Afrikai Geopark Hálózat
Az Afrikai Geopark Hálózatot (African Geoparks Network – AGN) 2009-ben, Abidjanban hozta létre az Afrikai Nők a Földtudományokban Egyesület (African Association of Women in Geosciences – AAWG), az 5. Nők és Földtudományok a Békéért Konferencián (Conference of Women and Geosciences for Peace). A hálózat területileg nem korlátozódik az afrikai kontinensre, hanem a jövőben a Közel-Kelet geoparkjai is a tagjaivá válhatnak. A földtani örökségvédelem széleskörű elismertetését zászlójára tűző szervezet fő céljai a következők:
- geohelyszínek (geosite) azonosítás
- kiemelkedő geohelyszínek leltárának elkészítése Afrika és a Közel-Kelet területén
- földtani örökséghez kapcsolódó térinformatikai adatbázisok létrehozása és karbantartása
- a földtani örökséggel szemben tanúsított tudatosság növelése a döntéshozók és a lakosság körében (különös tekintettel a helyi közösségekre), hangsúlyozva a geoparkok és a földtani örökség társadalom és gazdaságfejlesztő hatását, és lehetséges szerepüket a fenntartható fejlődésben
- ismeretek megosztása konferenciákon, szakmai kurzusokon keresztül tudományos közegben és a nagyközönséggel is

### Tevékenységek
Az AGN az AAWG-vel közösen szervezi az afrikai földtani örökségvédelem seregszemléjét, az Afrikai és Közel-Keleti Geoparkok Nemzetközi Konferenciáját (International conference on Geoparks in Africa and the Middle East – ICGAME). 
| Esemény   | Időpont              | Helyszín            | Mottó (magyarul és angolul) |
| --------- | -------------------- | ------------------- | --- |
| 1. ICGAME | 2011 November 20–28. | El Jadida (Marokkó) | Aspiráns geoparkok Afrikában és az Arab világban (Aspiring Geoparks in Africa and Arab World)                                                       |
| 2. ICGAME | 2014 Október 1–4.    | Dakar (Szenegál)    | Földtani örökség a lokális fenntartható fejlődés szolgálatában (Geoheritage in the service of local sustainable development)                        |
| 3. ICGAME | 2018 március 20–24.  | El Jadida (Marokkó) | Földtani örökség és annak védelme: elgondolások, előrelépések és kihívások (Geoheritage and Geoconservation: concepts, advancements and challenges) |
| 4. ICGAME | 2020 április 1–5.    | Bejrút (Libanon)    | Földtani örökség, mint lehetőség a fenntartható fejlődés és a béke felé (Geoheritage, gateway to sustainable development and peace building)        |

Az ICGAME konferenciák mellett az AGN helyi és nemzeti partnerekkel együttműkődésben vesz részt olyan események szervezésében, mint például a Földtudományok Napja Afrikában és a Közel-Keleten (Day for Earth Sciences in Africa and the Middle East) rendezvénysorozat 2013-ban.

### Afrikai UNESCO Globális Geopark Hálózat
2019 novemberében jelentették be az Afrikai UNESCO Globális Geopark Hálózat megalakítását, mely a Globális Geopark Hálózat (GGN) negyedik, regionális (kontinensekre kiterjedő) geopark hálózataként funkcionál majd. Fő célja az UNESCO Globális Geoparkok koncepciójának széleskörű terjesztése Afrikában, illetve a tervezés, vagy megvalósítás alatt álló geopark projektek szakmai támogatása. A szervezet tevékenységét hivatalosan az 1. Afrikai UNESCO Globális Geopark konferencián (1st African UNESCO Global Geoparks Conference) kezdi majd meg, 2020 májusában, a tanzániai Arushában.

## Afrika geodiverzitásának megjelenése további nemzetközi egyezményekben

### Világörökség
A világörökség listája jelenleg (2020) 16 helyszínt tartalmaz a kontinensen, melyek a VIII kritérium értelmében a földtörténet szempontjából egyetem értékűnek számítanak.  
- Virunga Nemzeti Park (Kongói Demokratikus Köztársaság),
- Turkana-tó Nemzeti Park (Kenya),
- Namíb homoktenger (Namíbia),
- Vallée de Mai Természetvédelmi Terület (Seychelle-szigetek),
- Vredefort-kráter (Dél-Afrika),
- Barberton Makhonjwa-hegység (Dél-Afrika),
- Ngorongoro Természetvédelmi Terület (Tanzánia),
- Mosi-oa-Tunya / Viktória-vízesés (Zambia és Zimbabwe)
- Taszilin-Ádzser (Algéria)
- Vádi al-Hitan (Egyiptom)

További, a földtani örökség szempontjából fontos helyszínek találhatók még a VII kritérium alatt is,  mely a páratlan természeti szépséggel és kiemelkedő esztétikai értékkel bíró területeket takarja (a VIII és VII alatt is szereplő helyszínek nem szerepelnek duplán) : 
- Simien Nemzeti Park (Etiópia),
- Kenya-hegy Nemzeti Park (Kenya),
- A Nagy Hasadékvölgy tórendszere (Kenya),
- Maloti-Drakensberg Park (Lesotho és Dél-Afrika),
- Tsingy de Bemaraha Természetvédelmi Terület (Madagaszkár),
- Malawi-tó Nemzeti Park (Malawi),
- Bandiagara szirtjei (Mali),
- Rwenzori-hegység Nemzeti Park (Uganda),
- Kilimandzsáró Nemzeti Park (Tanzánia)

## Külső hivatkozások
Afrikai Geopark Hálózat Archiválva 2020. január 15-i dátummal a Wayback Machine-ben (hozzáférés 2020. január 15.)